# Гаазе, Фридрих Готтлоб
Фридрих Готтлоб Генрих Кристиан Хаазе (нем. Friedrich Gottlob Heinrich Christian Haase; 4 января 1808, Магдебург — 16 августа 1867, Бреслау) — немецкий филолог, ученик и последователь Карла Рейзига.

## Биография
Родился в Магдебурге 4 января 1808 года в семье портного. Изучал филологию в Галльском, Грайфсвальдском и Берлинском университетах.
Начав свою педагогическую деятельность учителем в берлинской реальной гимназии, в 1834 году стал адъюнктом в Шульпфорте, но за участие в 1835 году в волнениях университетской молодежи был уволен с должности, привлечён в 1836 году к суду и присуждён к тюремному заключению на год. В 1840 году получил профессуру в Бреславле, где и умер 16 августа 1867 года. В 1848 году стал членом Прусской палаты депутатов, где примкнул к левому центру. В 1858/59 учебном году — ректором Бреславского университета. В 1863 году был принят в качестве иностранного члена в Баварскую академию наук.
Издал «De republica Lacedaemoniorum» Ксенофонта (Берлин, 1833), Фукидида в латинском переводе и его «Lucubraciones» (Париж, 1841), Веллея Патеркула (Лейпциг, 1851), Сенеку (1852-53) и Тацита (1855). Кроме изданий классиков, написал: «Vergangenheit und Zukunft der Philologie» (Берлин, 1835), «Die athenische Stammverfassung» и целый ряд монографий, преимущественно по истории литературы и филологии в Средние века и эпоху возрождения.